# Firefly (jolle)
Firefly er en lille tomandsjolle med storsejl og fok, og et sejlareal på 6,3 kvadratmeter. Den er 3,6 meter lang og 1,4 meter bred og vejer 118 kg. Jollen blev designet som en entypejolle af Uffa Fox i 1946, og bygget af varmbøjet træ.
Firefly-jollen blev valgt som enmandsjolle til Sommer-OL 1948 og sejlsportskonkurrencerne i Torquay, hvor Paul Elvstrøm vandt guld.
Jollerne blev bygget af Fairey Marine i Southampton, og fordelt ved lodtrækning.
Over 4.270 joller er blevet bygget. Den bliver i dag lavet af glasfiber.